# Jana z Kentu
Jana z Kentu (29. září 1328 Woodstock – 7. srpna 1385 Wallingford) byla princezna z Walesu, manželka prince Eduarda a matka krále Richarda II. Francouzský kronikář Jean Froissart ji popsal jako "nejkrásnější ženu v království Anglie, a nejvíc milující".

## Biografie

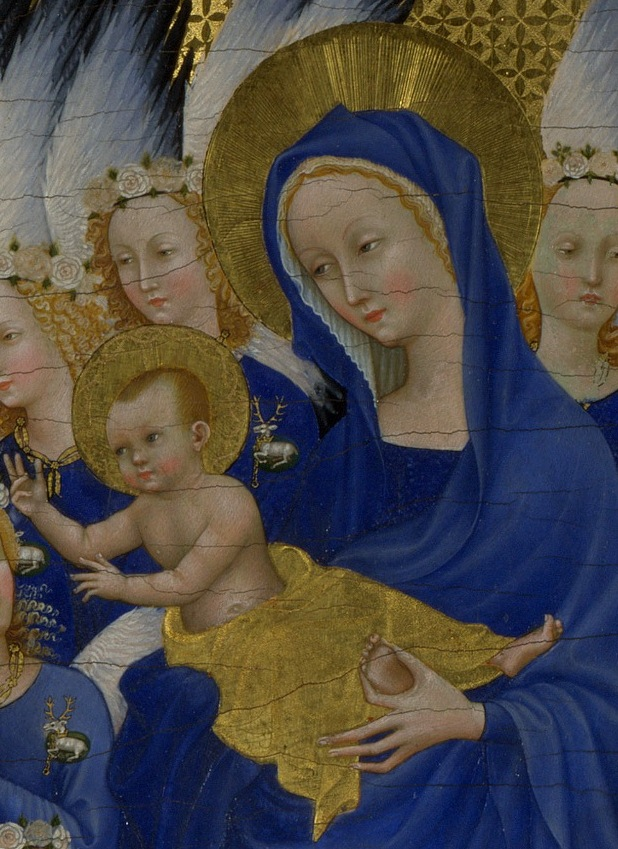
Panna Marie z Wiltonského dyptichu považovaná za kryptoportrét Jany z kentu s malým Eduardem v náručí

Jana byla dcerou Edmunda z Woodstocku, hraběte z Kentu a Markéty Wake, baronky z Liddellu. Její otec Edmund byl synem krále Eduarda I. a jeho druhé ženy Markéty Francouzské. Edmund podporoval svého staršího nevlastního bratra Eduarda II. a dostal se tak do konfliktu s královnou Izabelou Francouzskou a jejím milencem Rogerem Mortimerem. Po Eduardově sesazení královnou a Mortimerem byl Edmund popraven a jeho žena byla i s dětmi včetně dvouleté Jany uvězněna na hradě Arundel.
Nový král a Janin bratranec Eduard III. však převzal za rodinu zodpovědnost a Jana tak vyrůstala u dvora Eduarda a jeho manželky Filipy. Zde se také seznámila s jejich dětmi, včetně prince Eduarda. Roku 1340, ve svých dvanácti letech, Jana vstoupila do manželství s Tomášem Hollandem, aniž by dříve měla královské svolení nutné v případě páru v jejich vysokém postavení. Hned další zimu (1340 nebo 1341), zatímco Holland byl v zahraničí, rodina Janu donutila vdát se za Viléma z Montagu, syna a dědice hraběte ze Salisbury. Jana později tvrdila, že nic neřekla o svém již existujícím manželství, protože se obávala, že Holland by byl kvůli tomu po svém návratu popraven. Mohla být také přesvědčena, že manželství s Hollandem je neplatné. Když se Tomáš Holland po několika letech vrátil z křížových výprav, vyšel najevo jeho dřívější vztah s Janou. Holland apeloval u papeže, aby mu byla jeho žena vrácena, a o tajném manželství řekl i králi. V roce 1349 papež Klement VI. anuloval Janino manželství s hrabětem ze Salisbury a poslal ji zpět k Hollandovi, se kterým poté žila jedenáct let a porodila mu řadu dětí.
V roce 1352 zemřel její bratr a Jana tak zdědila jeho tituly, stala se hraběnkou z Kentu a paní z Liddellu. O osm let později, roku 1360 ovdověla. Král Eduard a královna Filipa nebyli nakloněni tomu, aby si jejich nejstarší syn Eduard vzal za ženu ovdovělou Janu. Důvodem byla Janina pověst a to, že hrabě ze Salisbury mohl podle tehdejších zákonů nárokovat případné děti z jejího manželství s Eduardem. Navíc byli Eduard a Jana v zakázané blízkosti příbuzenství. Eduard a Jana zřejmě uzavřeli tajné manželství v roce 1360, ale kvůli danému příbuzenství by bylo neplatné. Na královu žádost papež udělil páru dispenz a oficiální ceremonie se odehrála 10. října 1361 na hradě Windsor. V roce 1362 se manželé odebrali do Akvitánie, kde se narodili i jejich synové. Janin manžel a dědic anglického trůnu Eduard zemřel v roce 1376. V roce 1377 zemřel i král Eduard III. a na trůn nastoupil její desetiletý syn Richard.
V roce 1385 byl její syn z prvního manželství Jan Holland s mladým králem na tažení ve Skotsku, když vypukl boj mezi ním a Ralphem Staffordem, synem hraběte ze Staffordu a oblíbencem královny Anny České. Stafford byl tehdy zabit a král Richard Hollanda odsoudil na smrt. Jana syna celé čtyři dny prosila, aby svého nevlastního bratra ušetřil, ale pátého dne zemřela na hradě Wallingford. Richard nakonec Hollanda omilostnil, ale poslal ho na pouť do Svaté země. Podle své poslední vůle byla Jana z Kentu pochována po boku svého prvního manžela ve františkánském kostele ve Stamfordu.
Zdá se, že její portrét společně s posledními dvěma syny a královskými příbuznými je ukryt v postavě Panny Marie ve Wiltonském diptychu.